# 주장 (양자 컴퓨터)
주장(Jiuzhang, 중국어: 九章, 구장)은 양자 우월성을 주장하는 최초의 광자 양자 컴퓨터이다. 이전에는 구글의 Sycamore가 양자 우월성을 단 한 번 달성했지만 구글의 컴퓨터는 광자가 아닌 초전도 물질을 기반으로 했다.
주장은 판젠웨이와 루차오양이 이끄는 중국과학기술대학(USTC) 팀에 의해 개발되었다. 이 컴퓨터의 이름은 고대 중국 수학 고전인 구장산술의 이름을 따서 명명되었다.
2020년 12월 3일, USTC는 사이언스에서 주장이 200초 만에 가우스 보존 샘플링을 성공적으로 수행했으며 최대 76개의 광자가 감지되었다고 발표했다. USTC 그룹은 썬웨이 타이후라이트(Sunway TaihuLight) 슈퍼컴퓨터가 동일한 계산을 수행하는 데 25억년이 걸릴 것으로 추정했다.